# Nicole Gonthier
Pour les articles homonymes, voir Gonthier.
Nicole Gonthier, née le 23 juin 1950, est une historienne et écrivaine française, auteure de plusieurs romans policiers historiques.

## Biographie
Nicole Gonthier est agrégée de l'université, docteur ès lettres en histoire.
Elle a été professeure d'histoire médiévale et doyen  de la Faculté des Lettres et Civilisations à l'Université Jean Moulin-Lyon 3 jusqu'en 2012.
Elle est l'auteure de nombreux ouvrages portant sur la marginalité et la délinquance dans lesquels elle analyse les critères d'exclusion ou d'intégration que propose la société de la fin du Moyen Âge, et les valeurs qui fondent ces normes. Elle est aussi, plus récemment, l'auteure de romans policiers historiques qui ont pour cadre le Lyon médiéval aux éditions Pygmalion et désormais aux éditions les Passionnés de bouquins.

## Publications

### Études historiques
- Lyon et ses pauvres au Moyen Âge (1350-1500), Lyon, Éditions l'Hermès, coll. « Les Hommes et les lettres. Documents » (no 6), 1978, 271 p. (ISBN 2-85934-057-2, présentation en ligne), [présentation en ligne].
- Cris de haine et rites d'unités : la violence dans les villes, XIIIe – XVIe siècle, Paris, Brepols, coll. « Violence et société », 1992, 246 p. (ISBN 2-503-50255-5, présentation en ligne).
- Délinquance, justice et société dans le Lyonnais médiéval, Paris, 1993.
- Éducation et cultures dans l'Europe occidentale chrétienne (du XIIe au milieu du XVe s.), Paris, 1998.
- Le châtiment du crime au Moyen Âge, XIIe – XVIe siècles, Rennes, Presses universitaires de Rennes, coll. « Histoire », 1998, 215 p. (ISBN 2-86847-307-5, présentation en ligne, lire en ligne).
- « Sanglant Coupaul ! » « Orde Ribaude ! » : les injures au Moyen Âge, Rennes, Presses universitaires de Rennes, coll. « Histoire », 2007, 199 p. (ISBN 978-2-7535-0401-1, DOI 10.4000/books.pur.16824, présentation en ligne).
- Quoi de neuf à Lyon... en 1463 ?, Craponne, Éditions les Passionnés de bouquins, 2021, 300 p. (ISBN 978-2-36351-108-9).

### Romans policiers historiques

#### SériePrévôt Arthaud de Varey
1. Le Crime de la rue de l’Aumône, Pygmalion, 2012.
2. Les Fers maudits, Pygmalion, 2013.
3. Meurtre d’un maître drapier, Pygmalion, 2014.
4. Les Chants de la mort, Pygmalion, 2015.
5. Sortilège meurtrier, Les Passionnés de bouquins, janvier 2017.
6. Peine capitale, Les Passionnés de bouquins, novembre 2017. Prix Sang d'encre 2018[2].
7. Un crime tissé de soie, Les Passionnés de bouquins, novembre 2018.
8. Sanglantes Épices, Les Passionnés de bouquins, octobre 2019.
9. Mémoire de crimes, Les Passionnés de bouquins, octobre 2020.
10. Meurtres sous influence, Les Passionnés de bouquins, novembre 2021.
11. L'Énigme du port Saint-Éloi, Les Passionnés de bouquins, novembre 2022.
12. Des écus d'or et de sang, Les Passionnés de bouquins, novembre 2023
13. Les Pendus du pont du Rhône, Les Passionnés de bouquins, novembre 2024